# Matthieu Rochette-Schneider
Pour les articles homonymes, voir Rochette et Schneider.
 (août 2024).
L'article doit être relu — et modifié si nécessaire — par des contributeurs indépendants pour apporter un regard critique aux contributions effectuées en violation des conditions d'utilisation de Wikipédia, tant sur la forme (notamment concernant le style encyclopédique, la proportionnalité) que sur le fond (la neutralité de point de vue, la qualité et l'indépendance des sources).
 (août 2024).
 (août 2024).
 (août 2024).
La mise en forme du texte ne suit pas les recommandations de Wikipédia : il faut le « wikifier ».
Les points d'amélioration suivants sont les cas les plus fréquents :
- Les titres sont pré-formatés par le logiciel. Ils ne sont ni en capitales, ni en gras.
- Le texte ne doit pas être écrit en capitales (les noms de famille non plus), ni en gras, ni en italique, ni en « petit »…
- Le gras n'est utilisé que pour surligner le titre de l'article dans l'introduction, une seule fois.
- L'italique est rarement utilisé : mots en langue étrangère, titres d'œuvres, noms de bateaux, etc.
- Les citations ne sont pas en italique mais en corps de texte normal. Elles sont entourées par des guillemets français : « et ».
- Les listes à puces sont à éviter, des paragraphes rédigés étant largement préférés. Les tableaux sont à réserver à la présentation de données structurées (résultats, etc.).
- Les appels de note de bas de page (petits chiffres en exposant, introduits par l'outil «  Source ») sont à placer entre la fin de phrase et le point final[comme ça].
- Les liens internes (vers d'autres articles de Wikipédia) sont à choisir avec parcimonie. Créez des liens vers des articles approfondissant le sujet. Les termes génériques sans rapport avec le sujet sont à éviter, ainsi que les répétitions de liens vers un même terme.
- Les liens externes sont à placer uniquement dans une section « Liens externes », à la fin de l'article. Ces liens sont à choisir avec parcimonie suivant les règles définies. Si un lien sert de source à l'article, son insertion dans le texte est à faire par les notes de bas de page.
- La présentation des références doit suivre les conventions bibliographiques. Il est recommandé d'utiliser les modèles {{Ouvrage}}, {{Chapitre}}, {{Article}}, {{Lien web}} et/ou {{Bibliographie}}. Le mode d'édition visuel peut mettre en forme automatiquement les références.
- Insérer une infobox (cadre d'informations à droite) n'est pas obligatoire pour parachever la mise en page.

Pour une aide détaillée, merci de consulter Aide:Wikification.
Si vous pensez que ces points ont été résolus, vous pouvez retirer ce bandeau et améliorer la mise en forme d'un autre article.
Matthieu Rochette-Schneider (né le 11 juin 1986 à Saint-Étienne) est un architecte et designer français, expert dans les industries créatives et culturelles. Il est actuellement directeur général de l'agence française Centdegrés en Chine.

## Biographie
Matthieu grandit dans une famille d'immigrés germano-polonais, commerçants de profession. Il développe vite un goût pour les belles choses. Il est attiré par l'harmonie des formes et des couleurs, aime dessiner et créer des objets artistiques.
Il étudie l'architecture à l'École nationale supérieure d'architecture de Saint-Étienne (ENSASE), puis à l'École nationale supérieure d'architecture de Paris-Belleville (ENSA-PB). En 2008, il rejoint Centdegrés en tant qu'architecte.
Il fait plusieurs voyages et missions en Chine, et s’installe à Shanghai en 2014. Il est nommé directeur général de Centdegrés en Chine. Il collabore avec de nombreuses marques issues d'univers différents : Lancôme, Cartier, Hermès, Sephora, Martell ou encore Diptyque.
Matthieu estime le terrain fertile pour les savoir-faire français, notamment dans le secteur du parfum. Dès 2019, il estime que le « Made in China » doit évoluer vers le « Created in China » afin de valoriser les savoir-faire et talents français, cette « French Touch » que les Chinois admirent. 
Grasse étant devenu un lieu emblématique pour les acteurs chinois de l'industrie du parfum, Mattieu pense que cette approche pourrait s'appliquer à d'autres régions de France. Il veut renforcer les liens avec le marché chinois, souhaite rendre ces lieux plus attractifs. Exporter en Chine « une brique de l’écosystème grassois » contribuerait à créer des emplois locaux, et  au rayonnement du savoir-faire français.
Depuis 2019, Matthieu est membre actif de la Chambre de Commerce et d'Industrie France Chine (CCI France Chine). Il s'y investit pour renforcer les relations franco-chinoises et encourager la coopération entre les deux pays. Il fait la promotion des relations entre la France et d’autres pays d’Asie du Sud-Est.
En 2023, il lance les Centdegrés Fragrance Awards in Grasse (CFAG) à Grasse, afin de célébrer les parfums crées en Chine et récompenser les plus innovants, avec l’aide d’un jury d'experts français. Cet évènement s’est tenu au Musée International de la Parfumerie (MIP), a accueilli plus de 150 invités, et recueilli environ 50 candidatures. La deuxième édition, en avril en 2024, a marqué les 60 ans des relations franco-chinoises.
Chaque année, Matthieu participe à des expositions de design, telles que la Fragrance Art Week (FAW)  à Canton en septembre, Luxe Pack Shanghai en avril, ou L'année sino-française de la Culture du Parfum, à Canton, en janvier 2024.
En juin 2022, Matthieu est à l'initiative de la création de NACAA, le premier institut de design sino-français, en partenariat avec l'École de design Nantes Atlantique.
Il donne des interviews dans le China Daily ou le Shanghai Daily. Il intervient dans des médias : Stratégies, Usine Nouvelle ou sur le blog « Admirable Design ». En 2024, la BPI le nomme ambassadeur du programme Culturexport,  pour une série d’évènements sur les relations franco-chinoises intitulée « Osez la Chine ! ».
Il apparaît sur BFM Business et le média chinois CGTN, pour discuter des actualités économiques de la Chine.
Matthieu a co-fondé KeYi, une agence de conseil pour les PME françaises cherchant à s’implanter en Chine. 
Il est co-président de JEF, un réseau destiné aux jeunes actifs francophones en Chine.